# Gesine
Gesine [ɡeˈziːnə] ist ein weiblicher Vorname.

## Herkunft
Gesine ist eine norddeutsche Form von Gesa,  Gesa ist die friesische Kurzform des weiblichen Vornamens Gertrud. Dieser Name bedeutet so viel wie „die starke Speerkämpferin“ oder „die Vertraute“. Die Herkunft des Namens sind die germanischen Worte „ger“ für Speer und „drud“ für „Zauberin“ oder „trud“ für „Kraft“ oder „lieb“. Eine Variante des Vornamens ist Gesina.

## Namensträgerinnen
- Gesine Agena (* 1987), deutsche Politikerin und Sprecherin der Grünen Jugend
- Gesina ter Borch (1633–1690), niederländische Malerin und Zeichnerin
- Gesine Cukrowski (* 1968), deutsche Schauspielerin
- Gesine Danckwart (* 1969), deutsche Dramatikerin, Autorin, Theater- und Filmemacherin
- Gesine Dornblüth (* 1969), deutsche Journalistin
- Gesina van Faassen (1928–2011), niederländische Schauspielerin und Kabarettistin; siehe Ina van Faassen
- Gesine Foljanty-Jost (* 1952), deutsche Universitätsprofessorin für Japanologie
- Gesine Krüger (Medizinerin) (* 1959), deutsche Sanitätsoffizierin (Generalstabsärztin)
- Gesine Krüger (Historikerin) (* 1962), deutsche Historikerin und Hochschullehrerin
- Gesine Lötzsch (* 1961), deutsche Politikerin (Die Linke)
- Gesine Manuwald (* 1974), deutsche Altphilologin
- Gesine Matthes (* 1955), deutsche Politikerin (CDU)
- Gesine Meißner (* 1952), deutsche Politikerin der FDP
- Gesine Multhaupt (* 1963), deutsche Politikerin (SPD)
- Gesine Schöps (* 1987), deutsche Fernsehjournalistin und -moderatorin
- Gesine Schröder (Musiktheoretikerin) (* 1957), deutsche Musiktheoretikerin und Hochschullehrerin
- Gesine Schröder (Übersetzerin) (* 1976), deutsche Übersetzerin
- Gesine Schulz (* 1969), deutsche Bibliothekarin sowie Kinderbuch- und Kriminalromanautorin
- Gesine Schwan (* 1943), deutsche Politikwissenschaftlerin
- Gesine Spieß (1945–2016), deutsche Geschlechterforscherin und Frauenbeauftragte
- Gesine Strempel (* 1940), deutsche Autorin, Moderatorin, Reporterin und Übersetzerin
- Gesine Walther (* 1962), deutsche Leichtathletin
- Gesine Weinmiller (* 1963), deutsche Architektin